# Коломенское (станция)
Коло́менское — узловая железнодорожная станция Павелецкого направления Московской железной дороги в Москве. Входит в Московско-Горьковский центр организации работы железнодорожных станций ДЦС-8 Московской дирекции управления движением. По основному характеру работы является промежуточной, по объёму работы отнесена к 3 классу. 
В границах станции расположен остановочный пункт Варшавская.
Станция построена при открытии железнодорожной линии от Павельца до Москвы.
Располагается в районе Нагорный, около Варшавского шоссе.
От северной горловины станции отходит электрифицированная соединительная ветка к непассажирской станции Канатчиково московской кольцевой железной дороги.
Находится весьма далеко (около 2 км) от парка Коломенское, ближе к которому с 1969 года существуют две станции метро, одна из которых называется «Коломенская».